# Бомбардовање Софије 30. септембра 1916
Бомбардовање Софије 30. септембра 1916. године је акција српске авијације над Софијом која је изненадила Бугаре и Немце и уследила је као одговор на бомбардовање Солуна. У новинама је ова акција  названа „Гром над Софијом“.

## Припрема бомбардовања
Командант српског ваздухопловства, француски мајор Роже Витра, позвао је 29. септембра 1916. године потпоручника-пилота Бранка Наумовића и француског каплара-пилота Мориса Роајабла, додељеног српској војсци, и издао им наређење да се спреме за сутрашњу акцију, бомбардовање Софије, после чега би прелетели на сигурно, у Румунију. Због предострожности, акција је држана у најстрожој тајности, па су за њу, осим команданта, знала још само два официра из штаба. Сутрадан 30. септембра у 7.15 ујутру, Наумовић и Роајабло су полетели из Микре крај Солуна, авионом „фарман” тип 42, у коме су биле и четири велике бомбе од по 20 килограма.

## Бомбардовање
После два сата лета, око 9.15, стигли су до Софије. На њихову несрећу, систем раног узбуњивања извештајима извиђача с прве линије фронта практиковали су и Бугари, па је одбор за дочек био спреман већ сат раније. Софију је бранило око 40 артиљеријских оруђа, а ватра из њих била је ураганска. На авион је испаљено око 800 шрапнела. Када су проценили да су над циљем, са 3000 метара избацили су бомбе које су сравниле са земљом две касарне. Штета је била велика како у људству тако и материјално. По обављеном задатку, под пуним гасом почели су да се извлаче из зоне артиљеријске ватре, која је постајала све прецизнија, а све у нади да се докопају румунске границе. Сада су се облачићи од шрапнела видели на 20-30 метара од авиона, што је значило да су се зрна распрскавала опасно близу. То ни из далека није био крај невоља, јер чим су оставили артиљерију за собом, авион је напало пет бугарско-немачких апарата, и то два „Фокера”, два „Албатроса” и један „Л. В. Г”.
Потпоручник Наумовић, митраљезац и извиђач, примио је борбу с много јачим непријатељем. То је трајало око тридесет минута. Врло брзо је митраљеском ватром успео да оштети један „фокер” и један „Л. В. Г.”, толико да су били принуђени да се спусте. После двадесетак минута борбе, Наумовић је остао без муниције. Тада се на њега обрушио један „фокер”, којим је управљао немачки наредник Вагнер. Када му се приближио толико близу да су пилоти могли међусобно да се распознају, Наумовић се одлучио на очајнички потез. Прво је испразнио свој револвер у правцу Немца, а онда је према њему окренуо и празан митраљез, не би ли га заплашио. Вагнер је мало успорио, а кад је схватио да не чује звиждање куршума око себе, што би било нормално на тако малом растојању, поново се обрушио на српски авион.
Ту се створио још један „фокер”, којим је управљао бугарски пилот, до тада у Вагнеровој пратњи. Осули су паљбу из митраљеза из непосредне близине, и у руку ранили француског пилота Роајабла. Без обзира на рану, овај је још добрих петнаестак минута успевао да колико-толико измиче гониоцима, летећи на север. Један куршум пробио је резервоар за гориво, бензин је почео да цури на све стране, мотор престао да ради, команде су пресечене, а крила и труп потпуно изрешетани. Тада је и апарат нагло почео да понире и губи висину. неких 45 километара северно од Софије. При том је апарат сав изломљен, а потпоручник Наумовић је неко време био онесвешћен. Одмах за њим спустила су се три авиона, два која су га срушила и један „албатрос” који се при слетању изломио због неравног терена. И Роајабл и Наумовић заробљени су одмах по слетању, а у заробљеништву су били до слома Бугарске.

## Епилог
Када се вратио у отаџбину, Наумовић је наставио службу у својој команди, као ваздухопловни официр-пилот.
Због бомбардовања Софије и херојске борбе против пет непријатељских авиона, начелник штаба Врховне команде, војвода Живојин Мишић, издао је 27. септембра 1919. године похвалну наредбу, прочитану пред свим јединицама тада већ војске Краљевства Срба, Хрвата и Словенаца.